# Dekanat wileński I
Dekanat wileński I – jeden z 9 dekanatów archidiecezji wileńskiej na Litwie. Składa się z 9 parafii, 18 kościołów i 1 kaplicy. Powstał w 2014 roku po podziale dekanatu wileńskiego na wileński I i wileński II.

## Lista parafii
| Lp | Miejscowość / parafia                                   | Proboszcz / administrator                    | Kościół                                                                          | Zdjęcie |
| -- | ------------------------------------------------------- | -------------------------------------------- | -------------------------------------------------------------------------------- | ------- |
| 1  | Wilno                                                   | o. Ariusz Małyska OFMCap (administrator)     | Kościół św. Bartłomieja Apostoła oo. Kanoników Regularnych od Pokuty w Wilnie    |         |
| 2  | Wilno Parafia śś. Piotra i Pawła                        | ks. prałat Edward Rydzikas                   | Kościół św. Piotra i Pawła na Antokolu w Wilnie                                  |         |
|    |                                                         |                                              | Kościół Pana Jezusa i klasztor Trynitarzy w Wilnie                               |         |
| 3  | Wilno Parafia św. Mikołaja                              | ks. Aušvydas Belickas                        | Kościół św. Mikołaja w Wilnie                                                    |         |
|    |                                                         |                                              | Kościół św. Jakuba i Filipa i klasztor Dominikanów w Wilnie                      |         |
|    |                                                         |                                              | Kościół Wniebowzięcia Najświętszej Marii Panny i klasztor Franciszkanów w Wilnie |         |
| 4  | Wilno Parafia św. Franciszka z Asyżu                    | ks. Algirdas Malakauskis OFM                 | Kościół św. Franciszka i św. Bernarda w Wilnie                                   |         |
|    |                                                         |                                              | Kościół św. Anny w Wilnie                                                        |         |
| 5  | Wilno Parafia św. Teresy                                | ks. prałat Kęstutis Latoža                   | Kościół św. Teresy w Wilnie                                                      |         |
|    |                                                         |                                              | Kaplica Najświętszej Maryi Panny Matki Miłosierdzia w Ostrej Bramie w Wilnie     |         |
|    |                                                         |                                              | Kościół św. Kazimierza w Wilnie                                                  |         |
| 6  | Wilno Parafia św. Stanisława Biskupa i św. Władysława   | ks. Virginijus Česnulevičius (administrator) | Bazylika archikatedralna św. Stanisława Biskupa i św. Władysława w Wilnie        |         |
|    |                                                         |                                              | Kościół św. Jana Chrzciciela i św. Jana Apostoła i Ewangelisty w Wilnie          |         |
|    |                                                         | ks. dr Pablo Gil Nogués                      | Kościół św. Krzyża i klasztor Bonifratrów w Wilnie                               |         |
|    |                                                         |                                              | Sanktuarium Miłosierdzia Bożego w Wilnie                                         |         |
|    |                                                         |                                              | Kościół św. Ignacego Loyoli i klasztor Jezuitów w Wilnie                         |         |
| 7  | Wilno Parafia Świętej Trójcy w Wilnie (greckokatolicka) | ks. Petro Pavlo Jachimec                     | Cerkiew Św. Trójcy i klasztor Bazylianów w Wilnie                                |         |
| 8  | Wilno Parafia Ducha Świętego                            | ks. Tadeusz Jasiński                         | Kościół Świętego Ducha w Wilnie                                                  |         |
| 9  | Wilno Parafia Wszystkich Świętych                       | ks. Gintaras Černius                         | Kościół Wszystkich Świętych i klasztor karmelitów w Wilnie                       |         |